# Michel Corneille il Giovane
Michel Corneille, detto il Giovane, chiamato Michel Corneille II, o Michel-Ange Corneille, o ancora Corneille des Gobelins (Parigi, 1642 – Parigi, 16 agosto 1708), è stato un pittore, incisore e insegnante francese, figlio omonimo di Michel Corneille, e fratello di Jean-Baptiste Corneille.

## Biografia
Nacque in una famiglia d'arte nella capitale francese.
Michel Corneille il Giovane iniziò come discepolo del padre, poi dei pittori del re Charles Le Brun e Pierre Mignard, che ebbero una grande influenza sulle sue produzioni. Si dedicò dapprima alla pittura storica e fu vincitore di un premio istituito dalla Reale Accademia di Pittura e Scultura, grazie al quale si recò in Italia dove trascorse diversi anni tra il 1659 e il 1663. Passò gran parte del suo soggiorno in Italia a copiare le opere dei grandi maestri italiani che gli lasciarono un segno indelebile. Tuttavia, sentendosi vincolato dalle restrizioni del Premio dell'Accademia (prix de l'Académie), rinunciò ai fondi per studiare le antichità a modo suo. Influenzato dall'eclettismo greco, studiò all'Accademia degli Incamminati di Bologna, fondata dai Carracci, e qui modellò il suo stile.
Al suo ritorno in patria dall'Italia, Michel Corneille fu eletto membro dell'Accademia Reale il 19 settembre 1663 grazie al suo dipinto La Vocation des Apôtres ("La Vocazione degli Apostoli"). Fu nominato professore all'Accademia nel 1690 e realizzò numerosi dipinti religiosi come Le Repos pendant la fuite en Égypte ("Il riposo durante la fuga in Egitto") o La Vocation de Saint-Pierre et de Saint-André ("La vocazione di San Pietro e Sant'Andrea"), che rivelano l'influenza dei fratelli Carracci. Fu anche un incisore prolifico e un gran numero dei suoi disegni, circa 400, sono oggi conservati a Parigi presso il Museo del Louvre.
Michel Corneille il Giovane lavorò per il re a Meudon, Fontainebleau ed anche al Grand Trianon di Versailles dove dipinse Flore et Zéphyr ("Flora e Zefiro") e Le Jugement de Midas ("Il giudizio di Mida"). A Versailles ricevette la commissione per decorare il soffitto del salone dei nobili della regina nei grandi appartamenti del castello. Il pannello centrale rappresenta Mercure répandant son influence sur les Arts et les Sciences ("Mercurio che esercita la sua influenza sulle Arti e sulle Scienze"), circondato da quattro archi e quattro pennacchi composti da tele allegoriche dipinte montate sulla parete.
Realizzò anche affreschi per diverse grandi chiese parigine, in particolare per la Cattedrale di Notre Dame, per la chiesa dell'Ordine dei Frati Minori Cappuccini, e per la cappella di San Gregorio presso l'Hôtel des Invalides.
Per anni Michel Corneille risiedette presso la Manifattura dei Gobelins, e per questo veniva talvolta chiamato Corneille des Gobelins. Morì in fabbrica nel 1708.

## Opere
Dipinti
- Rennes, musée des Beaux-Arts: La Vocation des Apôtres (1663);
- Parigi, musée du Louvre: Le Repos pendant la fuite en Égypte;
- Arras, musée des Beaux-Arts: La Vocation de Saint-Pierre et de Saint-André (1672), uno dei tredici dipinti del ciclo dei Mays della Cattedrale di Notre Dame.[2]
- Bordeaux, musée des Beaux-Arts: Le Baptême de Constantin.
- Versailles, Grand Trianon:
  - Flore et Zéphyr;
  - Le Jugement de Midas.
- Chantilly, Musée Condé: Le Repentir (1691 circa, 290 × 332 cm). Il museo conserva anche il disegno preparatorio.
- Vénus demande à Vulcain des armes pour Énée (olio su tela, 113 x 154 cm), collezione privata.[3]

Stampe
- La Nativité;
- Fuite en Égypte;
- Abraham voyageant avec Lot;
- Jacob luttant avec l’Ange.

Disegni
- Feuille d'études : vingt-deux têtes de femmes, de jeune homme, raffigurante un abate, bambini e putti, realizzato con matita rossa e gesso su carta beige (h. 0,273; l. 0,439 m),[4] Parigi, musée des Beaux-Arts.
- Feuille d'études : quatorze têtes d'homme barbu et de jeune homme, matita rossa e gessetto su carta marrone (h. 0,291; l. 0,431 m),[5] Parigi, musée des Beaux-Arts. Questi due fogli possono essere paragonati al dipinto grisagliato su tela di Corneille, ispirato alla Gloire Céleste ("Gloria Celeste") del suo maestro Mignard per la cupola della Val-de-Grâce. Corneille eseguì questa riduzione in stretta collaborazione con Mignard e preparò meticolosamente il suo lavoro attraverso una successione di studi dettagliati relativi a teste, mani o elementi di panneggio, per la composizione. Questi due fogli sono rispettivamente uno studio per il gruppo dei Padri della Chiesa della chiesa di Anna d'Austria, e un'altra bozza per il gruppo degli apostoli.[6]
- Portrait de l'architecte Jules Hardouin-Mansart, sanguigna, penna con inchiostro bruno, e acquerello marrone, lumeggiato a guazzo (h. 0,163; l. 0,108 m),[7] Parigi, musée des Beaux-Arts.[8] Seduto tra le sue ricchezze, troneggiando al centro su una poltrona sontuosamente decorata, questo ritratto dell'architetto Jules Hardouin Mansart riflette il suo status sociale. È quindi nel periodo del successo maggiore. Di stile vivace, lo stile di Corneille si caratterizza per le acquerellature brune su pennellate di gesso rosso, e per la resa ondulata dei panneggi. Questo ritratto è simile a quello della giovane donna conservato al Museo del Louvre.

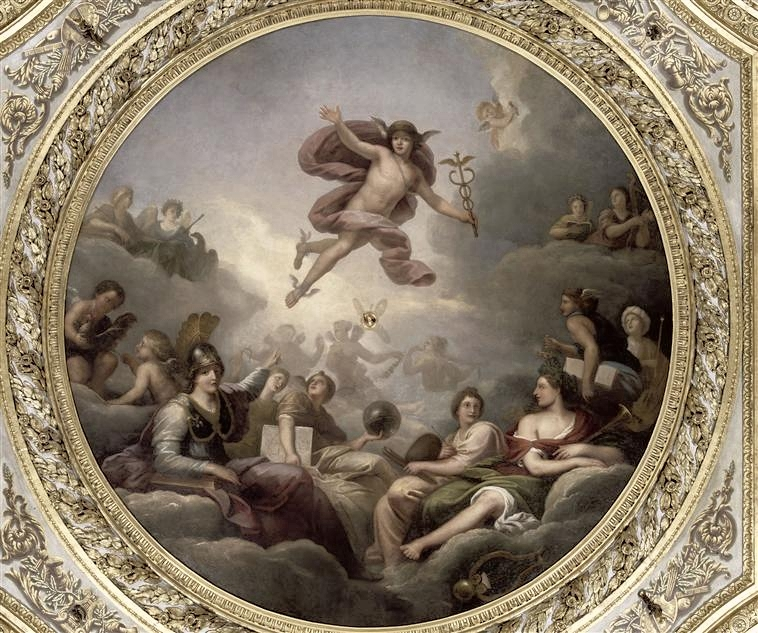
Mercure répandant son influence sur les Arts et les Sciences (1672 circa), grands appartements du château de Versailles.
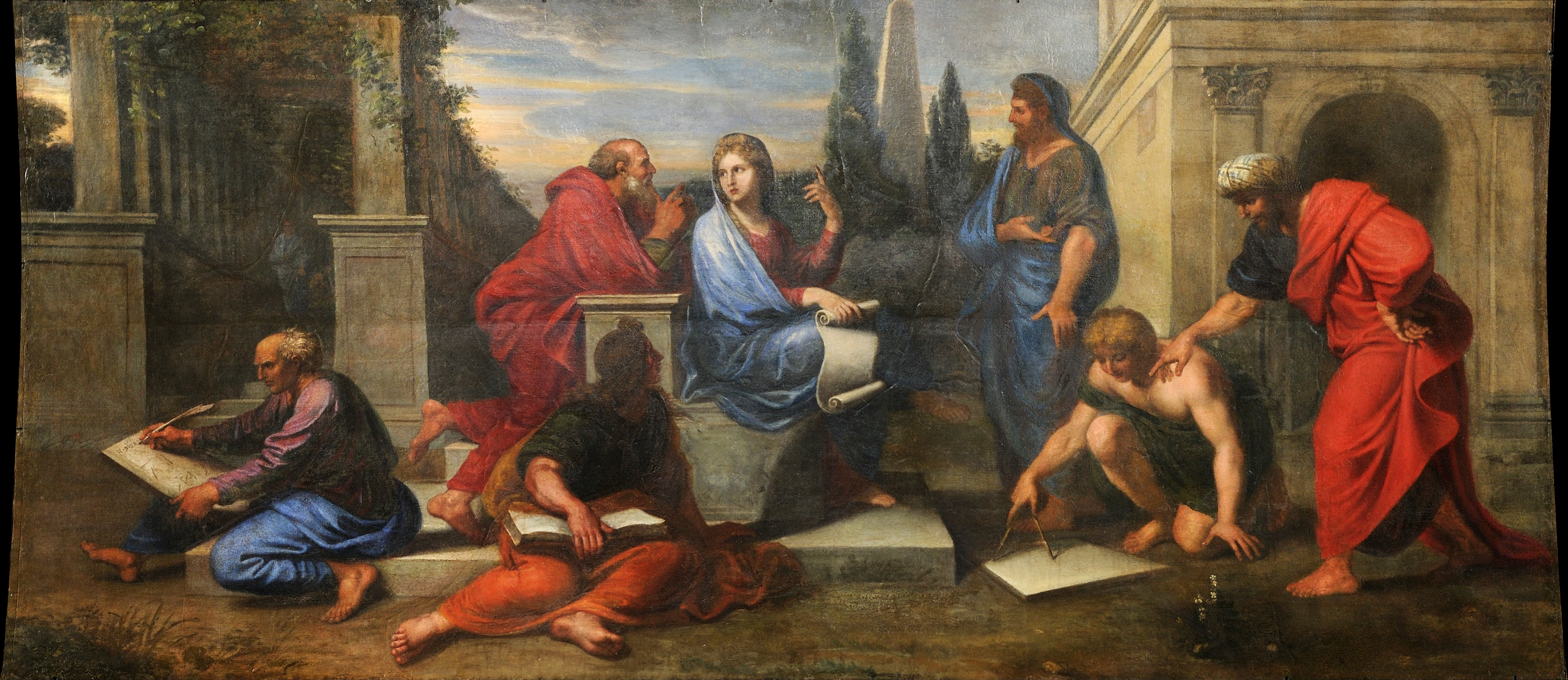
Aspasie au milieu des philosophes de la Grèce (1672 circa), grands appartements du château de Versailles.
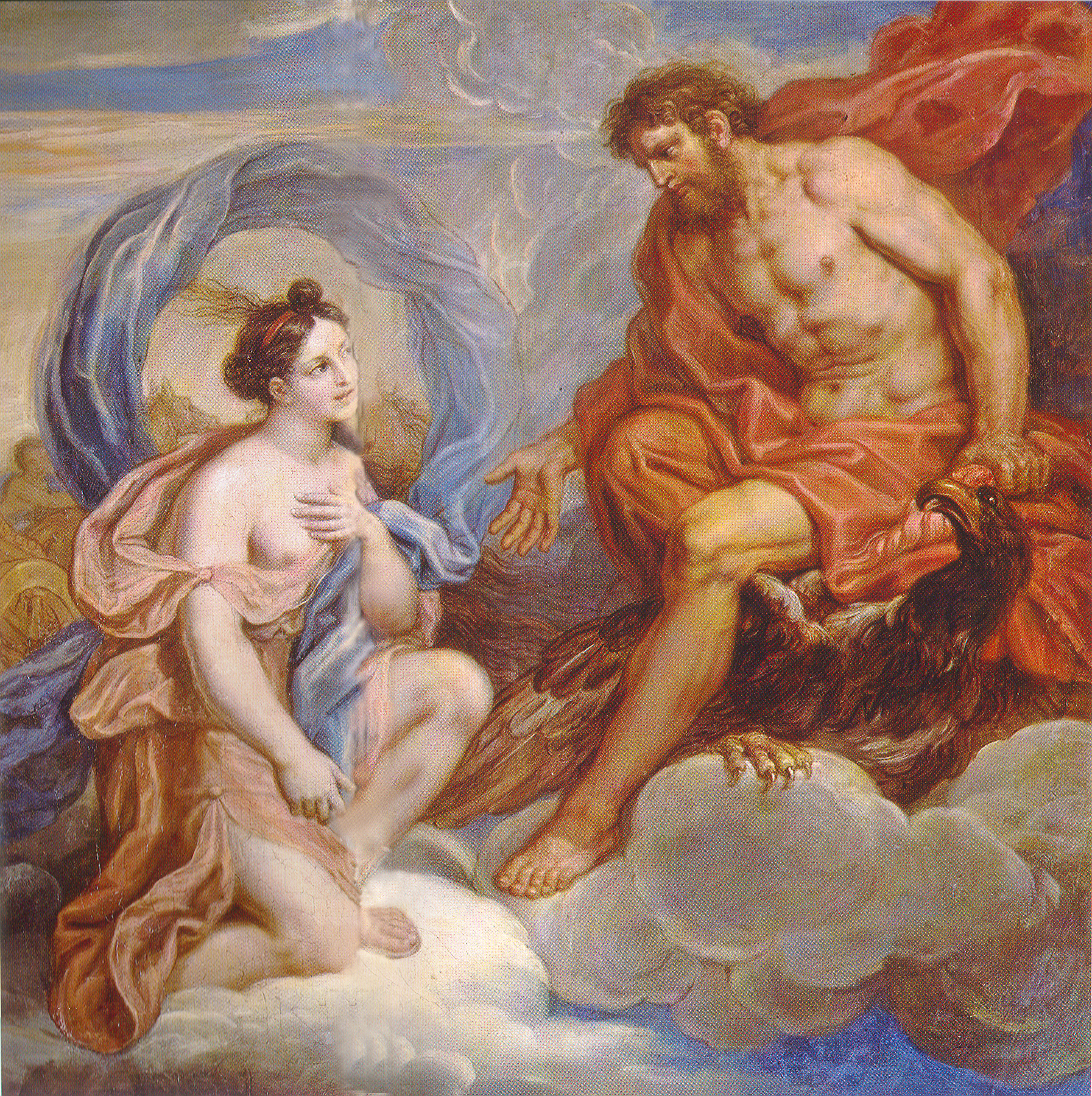
Iris et Jupiter (1701), château de Versailles.
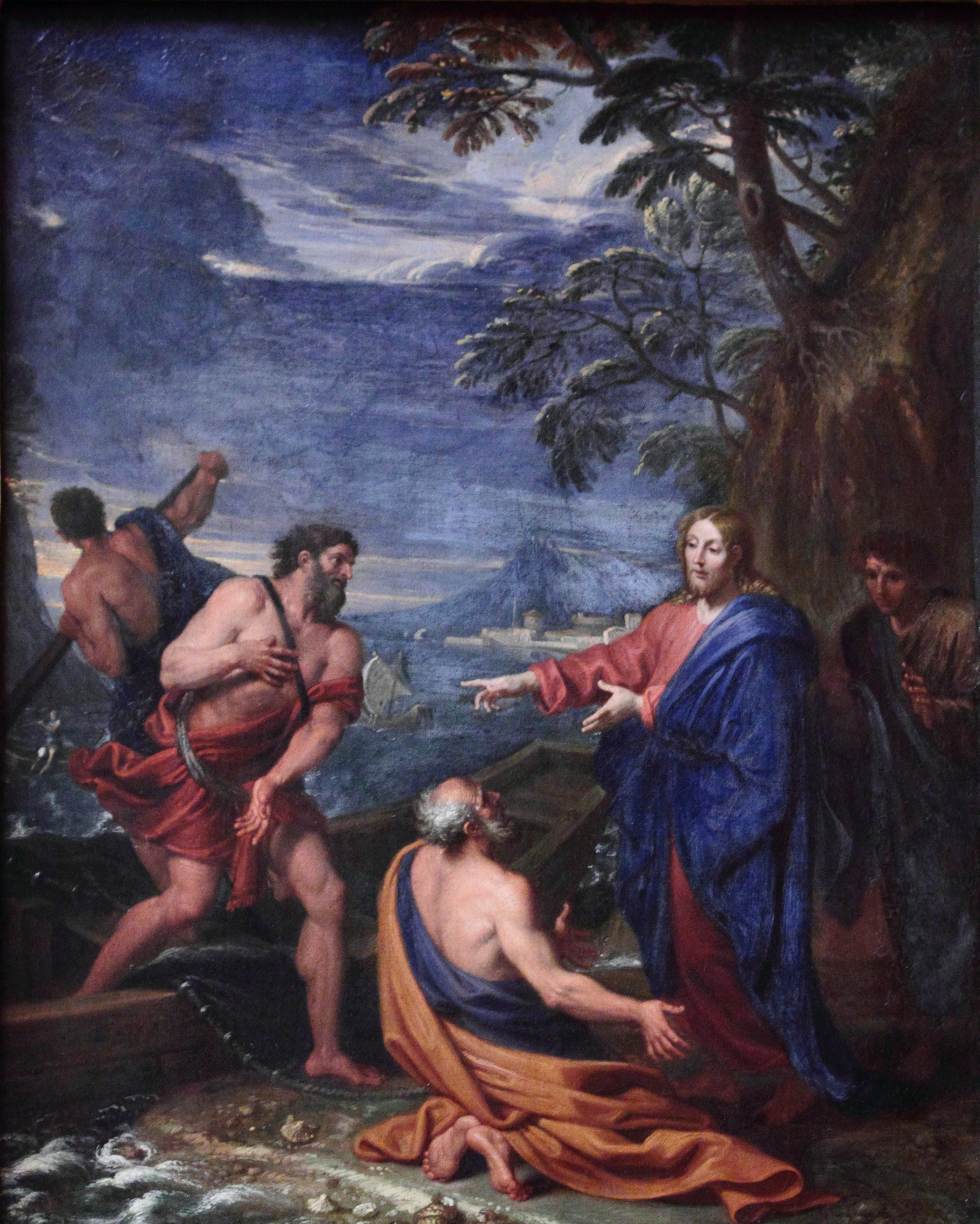
Vocation de saint Pierre et de saint André, musée des beaux-arts de Rennes.
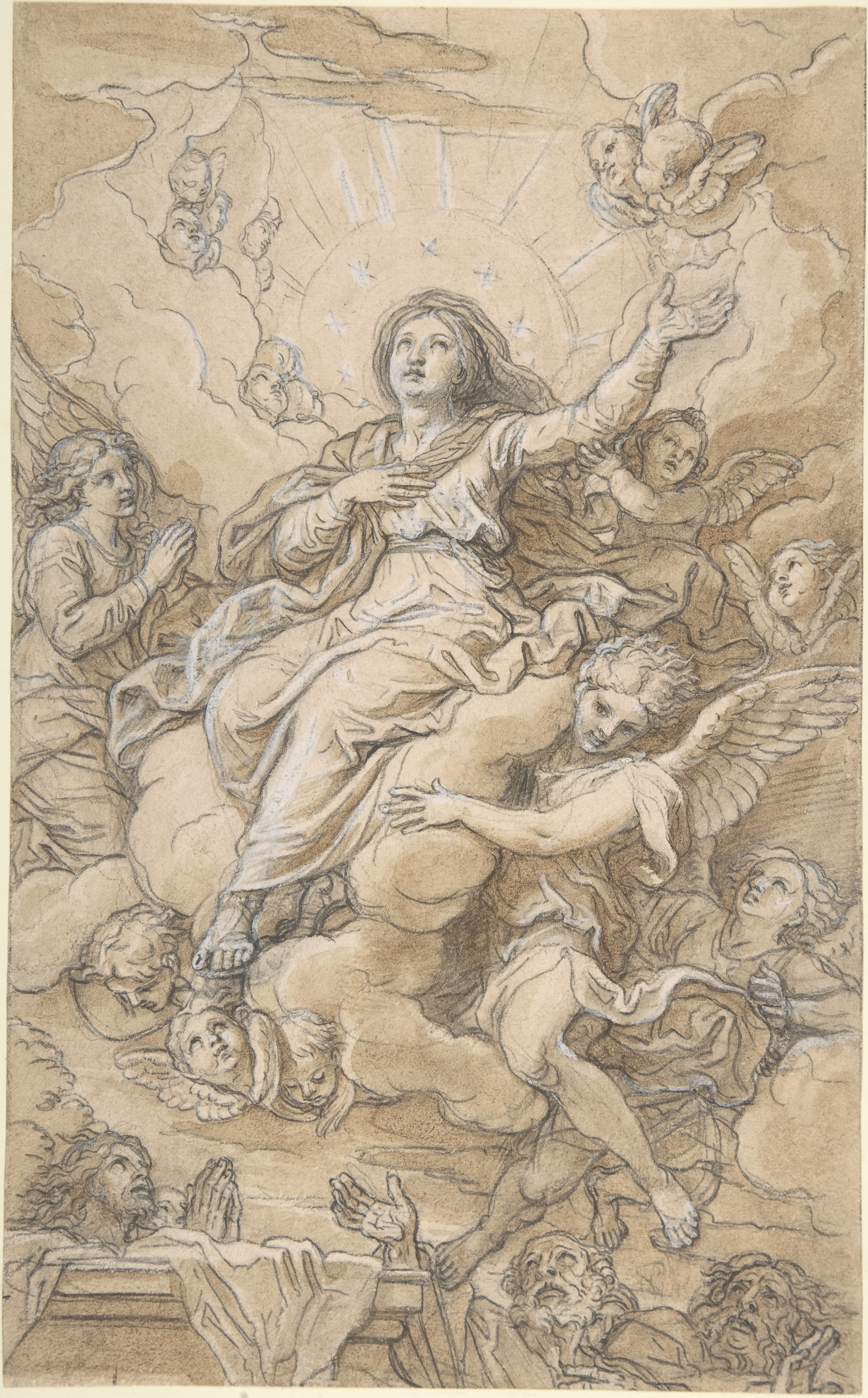
L’Assomption de la Vierge, disegno, New York, Metropolitan Museum of Art.
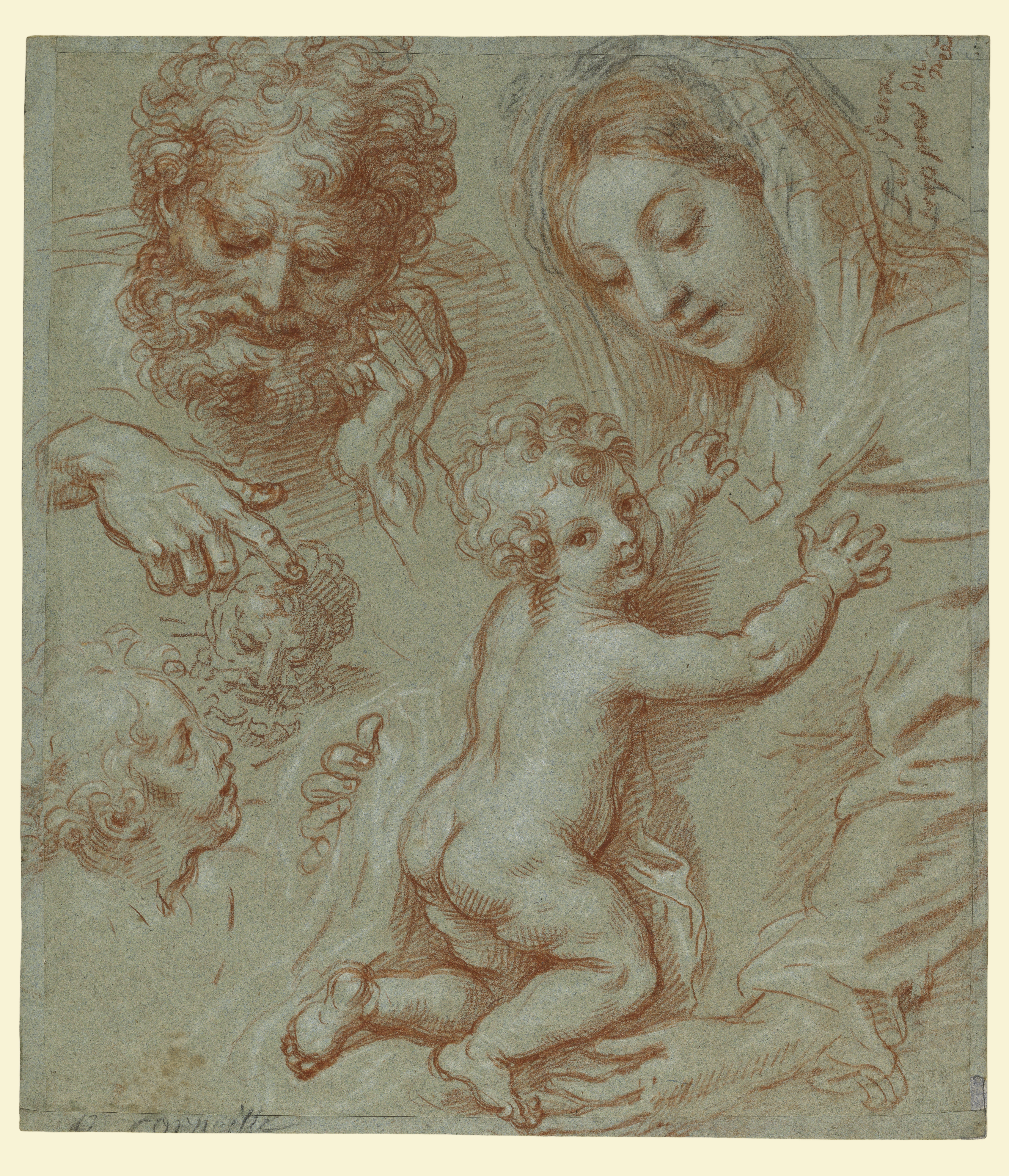
Études de têtes et de Vierge à l'Enfant (1670-90 circa), Los Angeles, Getty Center.
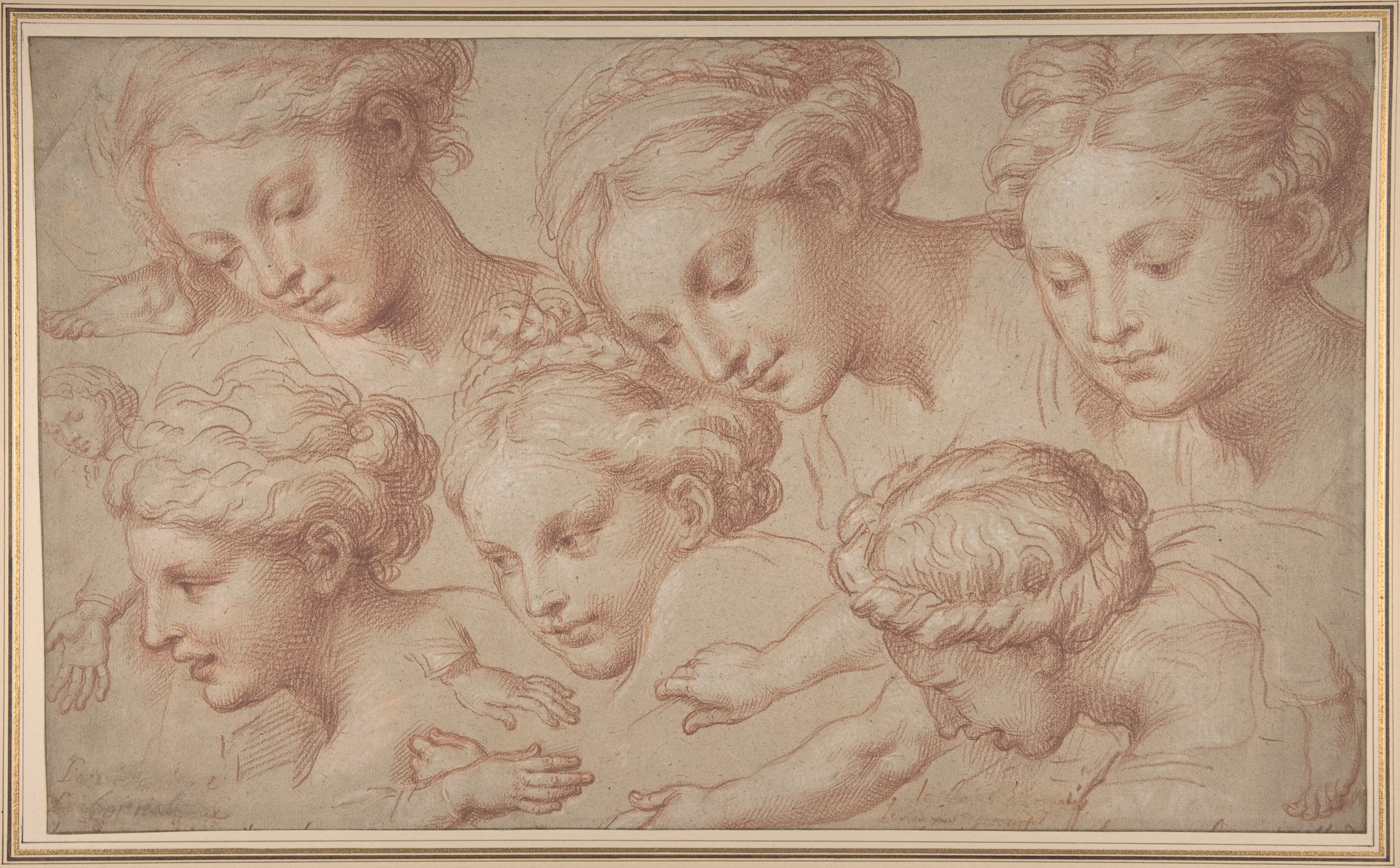
Copies d'après le « Moïse sauvé des eaux » de Raphaël, disegno, New York, Metropolitan Museum of Art.
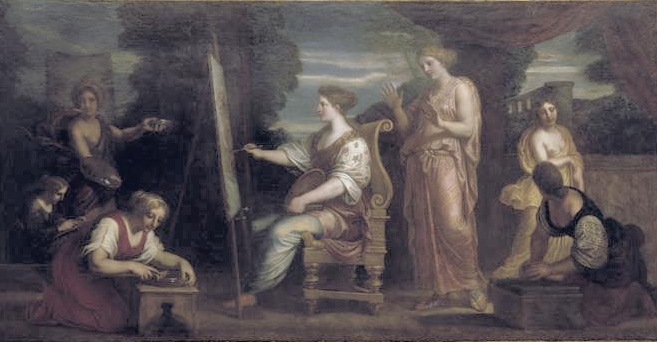
Lala di Cizico che dipinge, salon des nobles du château de Versailles.